# Missa Luba
A Missa Luba é uma versão da Missa Latina baseada em canções tradicionais do Congo. Foi arranjada pelo padre franciscano belga Guido Haazen, tendo sido cantada e gravada pela primeira vez em 1958 por "Les Troubadours du Roi Baudouin", um coro de crianças e adolescentes de Camina.

## História
O padre Guido Haazen chegou ao Congo Belga em 1953, vindo da bélgica. Em 1954, fundou o Troubadours (que deve seu nome ao rei Baudouin I da Bélgica) como um coro de 45 garotos dos 9 aos 14 anos, além de 15 professores da escola central de Camina. Em 1958 o grupo excursionou pela europa para e chegou a se apresentar com os Meninos Cantores de Viena. Existia um grande grau de improvisação nas performances, baseadas em canções tradicionais. O Sanctus, por exemplo, se baseia em uma canção de despedida luba.
A primeira gravação, feita em 1958, apresenta o vocalista solo Joachim Ngoi, foi lançada pela Philips em 1963 no Reino Unido e inclui, num dos lados, uma seleção de canções usadas como base para a Missa Luba. As seções do Sanctus  e do Benedictus foram lançadas também como um single, que esteve por algum tempo na parada musical do Reino Unido. Em 2004 a Philips lançou a gravação original em CD. O CD, contudo, inclui apenas a missa, sem as versões das canções originais do Congo. Foi lançado também um DVD gravado em 2000. O CD inclui também a Missa Criolla e a Missa Flamenca interpretadas por outros artistas.
Desde os anos 1960 a Missa Luba foi gravada por outros coros, incluindo The Muungano National Choir of Nairobi e o Washington Choral Arts Society.
Padre Haazen faleceu em 2004.

## Arranjos
Originalmente a música não era escrita. A composição era resultado da cooperação geral, da espontaneidade e da inspiração. Posteriormente, foram publicadas as partituras do arranjo de Haazen.
No Credo o texto (a crucificação e morte do Redentor) é precedido da usual anunciação da morte, primeiro no tambor de troncos (kyondo) e então no tom-tom (kikumvi). A isso, segue-se uma genuina elegia (canção de luto ou kilio) sem acompanhamento na percussão, cantado pela voz solista. A entoação lamuriosa é enfatizada pela repetição e sustentação das sílabas em "o" ("… etiam prono … bis, sub Pontio Pilato…).
A Missa Luba foi criada pelos lubas de Cassai e Catanga, juntamente ao padre Haazen.

## Gravação Original
Artista: Les Troubadours du Roi Baudoin, arranjos por Père Guido Haazen O.F.M. Philips 6527 137 (1965), LP. 
Relançado (somente a Missa Luba, sem as demais canções do Congo) Philips CD/DVD (2004), ASIN: B0002JZ28O

### Faixas
- Lado 1
  - Missa Luba:
    - Kyrie
    - Gloria
    - Credo
    - Sanctus and Benedictus
    - Agnus Dei

  - Cantos Populares do Congo:
    - Kamimbi
    - Maningi Daba
    - Mikomba

- Lado 2
  - Cantos Populares do Congo(cont.):
    - Dibwe Diambula Kabanda
    - Lutuku y a Bena Kanyoka
    - Seya Wa Mama Ndalamba
    - Ebu Bwale Kemai
    - Salibona
    - Kansempe
    - Katumbo
    - Tambwe Dishinda